# Magyargencs
Magyargencs  (németül Gentschdorf) község Veszprém vármegyében, a Pápai járásban.

## Fekvése
A falut a Kisalföld és a nyugat-magyarországi peremvidék nagytájainak találkozásánál, a Pápai síkságtól nyugatra, a Kemeneshát – Kemenesalja – Marcal-mellék határán, Veszprém vármegye északnyugati sarkában találjuk. Pápától északnyugatra, országúton mintegy 20 kilométernyire található a község

### Megközelítése
Magyargencs csak közúton közelíthető meg: központján annak főutcájaként a 8412-es út halad végig, azon érhető el déli és északi irányból is. Északnyugati szomszédjával, Kemenesszentpéterrel a 84 121-es számú mellékút köti össze; északi határszélét egy rövidke szakaszon érinti még a 8406-os út is.

## Története
Magyargencs eredetileg a történelmi Vas vármegye részét képezte, s helyén több Gencs nevű település állt: Egyházasgencs, Gyulagencs, Bencegencs. A település a középkorban Laki Kaczor és a Gencsy család birtoka volt, de a 16. században gróf Cseszneky György győri várkapitány is gencsi birtokos volt. A 19. században a Károlyi, a szentmártoni Radó, a csengeri Háczky, a hertelendi és vindornyalaki Hertelendy, a Kisfaludy és a Gömbös családok rendelkeztek a faluban nagyobb földbirtokkal.
Vályi András szerint: GENCS. Szabad hely Vas Vármegyében, a’ Keménnyes allyai járásban, nem meszsze fekszik Martzal vizéhez, Veszprém Vármegyének szélénél, Pápához mintegy mértföldnyire, határja kövér, vagyonnyai jelesek.

## Közélete

### Polgármesterei
- 1990–1994: Molnár Károly (független)[3]
- 1994–1998: Molnár Károly (független)[4]
- 1998–2002: Molnár Károly (független)[5]
- 2002–2006: Hári Tibor (független)[6]
- 2006–2010: Boros Tamás (független)[7]
- 2010–2014: Boros Tamás (független)[8]
- 2014–2019: Boros Tamás (független)[9]
- 2019–2024: Boros Tamás (független)[10]
- 2024– : Boros Tamás (független)[1]

## Népesség
A település népességének változása:
| Lakosok száma | 512  | 500  | 496  | 480  | 461  | 475  | 469  |
|               | 2013 | 2014 | 2015 | 2021 | 2022 | 2023 | 2024 |

A 2011-es népszámlálás során a lakosok 96,2%-a magyarnak, 0,4% németnek, 0,2% cigánynak, 0,2% románnak mondta magát (3,4% nem nyilatkozott; a kettős identitások miatt a végösszeg nagyobb lehet 100%-nál). A vallási megoszlás a következő volt: római katolikus 31,9%, református 3,8%, evangélikus 51,4%, felekezeten kívüli 3,8% (9% nem nyilatkozott).
2022-ben a lakosság 95,4%-a vallotta magát magyarnak, 0,2% románnak, 0,4% egyéb, nem hazai nemzetiségűnek (4,6% nem nyilatkozott; a kettős identitások miatt a végösszeg nagyobb lehet 100%-nál). Vallásuk szerint 31,5% volt evangélikus, 20% római katolikus, 2,8% református, 0,2% görög katolikus, 1,7% egyéb katolikus, 8,9% felekezeten kívüli (34,9% nem válaszolt).

## Nevezetességei
- Széll-kastély
- Helytörténeti és Haditechnikai Kiállítás

## Híres emberek
- Barcza Boldizsár (1812–1895) honvéd őrnagy, vármegyei hivatalnok
- Hertelendy Miklós (1813–1877) 1849. február 26-tól ezredes, a 6. huszárezred parancsnoka, egyben hadosztályparancsnok Perczel Mór seregében, a későbbi 2. hadtestben. Május 26-tól az újonnan alakuló 19. huszárezred szervezésével bízták meg.
- Háczky Kálmán (1828–1904) főhadnagy, országgyűlési képviselő
- Károlyi Antal (1843–1911) alispán, képviselő
- Molnár Szulpic Dezső (Fischer; 1871-1925) bencés szerzetes, tanár.
- Vitéz vindornyalaki Hertelendy Miklós (1879–1962) huszár alezredes, gazdasági tanácsos, országgyűlési képviselő
- Soós Lajos (1879–1972) zoológus
- Dr. Böröcz Marcell (1884–1958) bölcsészdoktor
- Deutsch Adolf (1888–1953) tanár, szakíró
- Dr. Szücs István (1892–1980) Vas vármegye főispánja
- Prof. Jakov Katz (1904–1998) történelemtudós
- Balka József (1920–2005) tanár, iskolaigazgató
- Domonkos János (1921–1988) repülő, gyűjteményalapító
- Almásy Angéla (Markovitsné) (1940–2009) magyar textiltervező iparművész
- Gömbös Ervin (1941–) informatikus, főiskolai tanár. A Nemzetközi Üzleti Főiskola (IBS) egyik alapítója
- Gömbös János (1945–) nyugalmazott ezredes